# Félix Rodríguez Fernández
Félix Rodríguez Fernández (Albacete, 1 de octubre de 1977) es un deportista español que compite en parapente acrobático, tricampeón del mundo en 2006 –doble medalla de oro– y 2016 y medalla de oro en los Juegos Aéreos Mundiales de 2009.

## Biografía
Hijo del dueño de una escuela de vuelo, Félix Rodríguez nació el 1 de octubre de 1977 en Albacete. A los 11 años comenzó a volar en parapente. Tras cosechar diversos éxitos, en 2006 se proclamó por primera vez campeón del mundo de parapente acrobático en las modalidades de sincronizado y por equipos en el Campeonato del Mundo de Parapente Acrobático. Además obtuvo la medalla de bronce en la categoría individual.
En los Juegos Aéreos Mundiales de 2009 en Turín (Italia) se colgó la medalla de oro en sincronizado junto a su hermano Raúl Rodríguez. En 2016 se volvió a coronar por segunda vez en su carrera campeón del mundo en sincronizado diez años después de su primer título mundial.